# Hotze de Roosprijs
De Hotze de Roosprijs is een prijs die jaarlijks aan een debuterende kinderboekenschrijver wordt uitgereikt. Schoolkinderen uit de gemeente Zaanstad kunnen hiervoor hun stem uitbrengen. De prijs is vernoemd naar Hotze de Roos, auteur van onder andere De Kameleon.
De prijs werd voor het eerst uitgereikt in 2001. Tot en met 2005 was Zaanstad sponsor van de prijs en werd de winnaar het boek dat in de twee leeftijdscategorieën van de Nederlandse Kinderjury de meeste stemmen kreeg. Sinds 2006 wordt de prijs door gemeente Zaanstad uitgereikt aan debuterende kinderboekenschrijvers.
De prijs gaat gepaard met een bedrag van 4500 euro.

## Winnaars
- 2001 - J.K. Rowling voor Harry Potter en de Gevangene van Azkaban
- 2002 - J.K. Rowling voor Harry Potter en de Steen der Wijzen
- 2003 - Francine Oomen voor Hoe overleef ik mezelf?
- 2004 - Francine Oomen voor Hoe overleef ik een gebroken hart? en Sanne de Bakker voor Bang voor Meester Tark?!
- 2005 - Francine Oomen voor Hoe overleef ik met/zonder jou?

- 2006 - Niki Smit voor 100% Nina
- 2007 - Maren Stoffels voor Dreadlocks en Lippenstift
- 2008 - Janneke Schotveld voor Villa Fien
- 2009 - Manon Sikkel voor Is liefde besmettelijk? Door IzzyLove
- 2010 - Ellen Stoop voor Jade, bijna elf
- 2011 - Hein van Dolen voor Op naar de Olympos
- 2012 - Claudia Jong voor Wolfje
- 2013 - Jozua Douglas voor De verschrikkelijke badmeester
- 2014 - Daiënne Merkies voor Een vampier van niks
- 2015 - Curt Fortin & Nick van Leent voor Yakanuko - Een gevaarlijke opdracht
- 2016 - Chariva voor Sinterklaas voor grote kinderen
- 2017 - Hajo Visscher voor Verdronken geheimen
- 2018 - Sunna Borghuis voor Dikke Vik en Vieze Lies worden vrienden
- 2019 - Barbara Barend en Marlies van Cleeff voor Dromen van succes
- 2020 - Maria Genova voor What the H@ck?
- 2021 - Bart Meijer en Michiel Eijsbouts voor Lees dit boek niet!
- 2022 - Rico Hop voor Dwars & Co
- 2023 - Marcel Groenewegen voor Gameboek-Schaduwkraai
- 2024 - Emily Jackman voor De geest in het plafond
- 2025 - Sara de Monchy voor Sara’s mysteries (met illustraties van Saskia Halfmouw)[1]; aanmoedigingsprijzen voor Erwin van den Eshof met Het geheim van Anders Grissel en Marieke Boeijen met Zombies op school